# شکستگی (فیلم ۲۰۱۳)
شکستگی (انگلیسی: Fractured) فیلمی آمریکایی در ژانر وحشت روان‌شناختی محصول سال ۲۰۱۳ به کارگردانی آدام جیراش است. این فیلم در ۱۲ اکتبر ۲۰۱۳ در جشنواره فیلم‌های ترسناک اسکریمفست نمایش برتر جهان را تجربه کرد.

## داستان
شخصی به نام دیلن وایت که در کما بوده چیزی از زندگی خودش نمی‌داند و سعی می‌کند هویت جدیدی بسازد؛ ولی کمی بعد او چیزهای بیشتری به خاطر می‌آورد تا جایی که می‌فهمد قاچاقچی انسان بوده و …